# Comuna Abrîkosivka, Kirovske
Abrîkosivka (în ucraineană Абрикосівка) este o comună în raionul Kirovske, Republica Autonomă Crimeea, Ucraina, formată din satele Abrîkosivka (reședința), Babenkove, Krînîcikî și Matrosivka.

## Demografie
Componența lingvistică a comunei Abrîkosivka
     Rusă (71,88%)
     Tătară crimeeană (15,94%)
     Ucraineană (9,29%)
     Belarusă (1,08%)
     Alte limbi (0,7%)
Conform recensământului din 2001, majoritatea populației comunei Abrîkosivka era vorbitoare de rusă (71,88%), existând în minoritate și vorbitori de tătară crimeeană (15,94%), ucraineană (9,29%) și belarusă (1,08%).